# Geografie Bosny a Hercegoviny
Bosna a Hercegovina leží na jihovýchodě Evropy, v západní části Balkánského poloostrova, jižně od řeky Sávy a západně od řeky Driny a při pobřeží Jaderského moře.

## Státní hranice
Bosna a Hercegovina hraničí s třemi bývalými republiky Jugoslávie; s Chorvatskem (na severu a na jihozápadě, celkem 932 km dlouhá hranice), se Srbskem (na východě, celkem 225 km dlouhá hranice, probíhající převážně středem řeky Driny) a s Černou Horou na jihovýchodě (s hranicí o délce 302 km). Státní hranice Bosny a Hercegoviny mají svůj historický původ a byly vymezeny ještě před rokem 1918, v 19. století.

## Historické regiony
Země se skládá se ze dvou geografických a historických oblastí: větší Bosny (okolo 42 000 km²) a menší Hercegoviny na jihu. Bosna je velice hornatá země, totéž platí i o Hercegovině (okolo 9 000 km²). Na severu se horské oblasti postupně mění v nížinaté Posáví, resp. v Panonskou nížinu. Okolo 50 % území Bosny a Hercegoviny pokrývají lesy.
Kromě dvou hlavních celků, které daly název samotné zemi, lze Bosnu a Hercegovinu rozdělit i na několik menších historických regionů. Nejsevernější část země u hranice s Chorvatskem a při řece Sávě tvoří tzv. Bosenská krajina, bývalé pohraničí Osmanské říše s Rakousko-Uherskem. Také bývalo někdy označováno i pojmem Turecké Chorvatsko (srbochorvatsky Turska Hrvatska).[zdroj?] Severozápadní výběžek této části býval označován také jako Cazinská krajina. Na druhé straně se v okolí města Bijeljina u hranice se Srbskem nachází region známý pod názvem Semberija. Údolí řeky Driny je označováno jako tzv. region Podriní.

## Povrch

### Hory

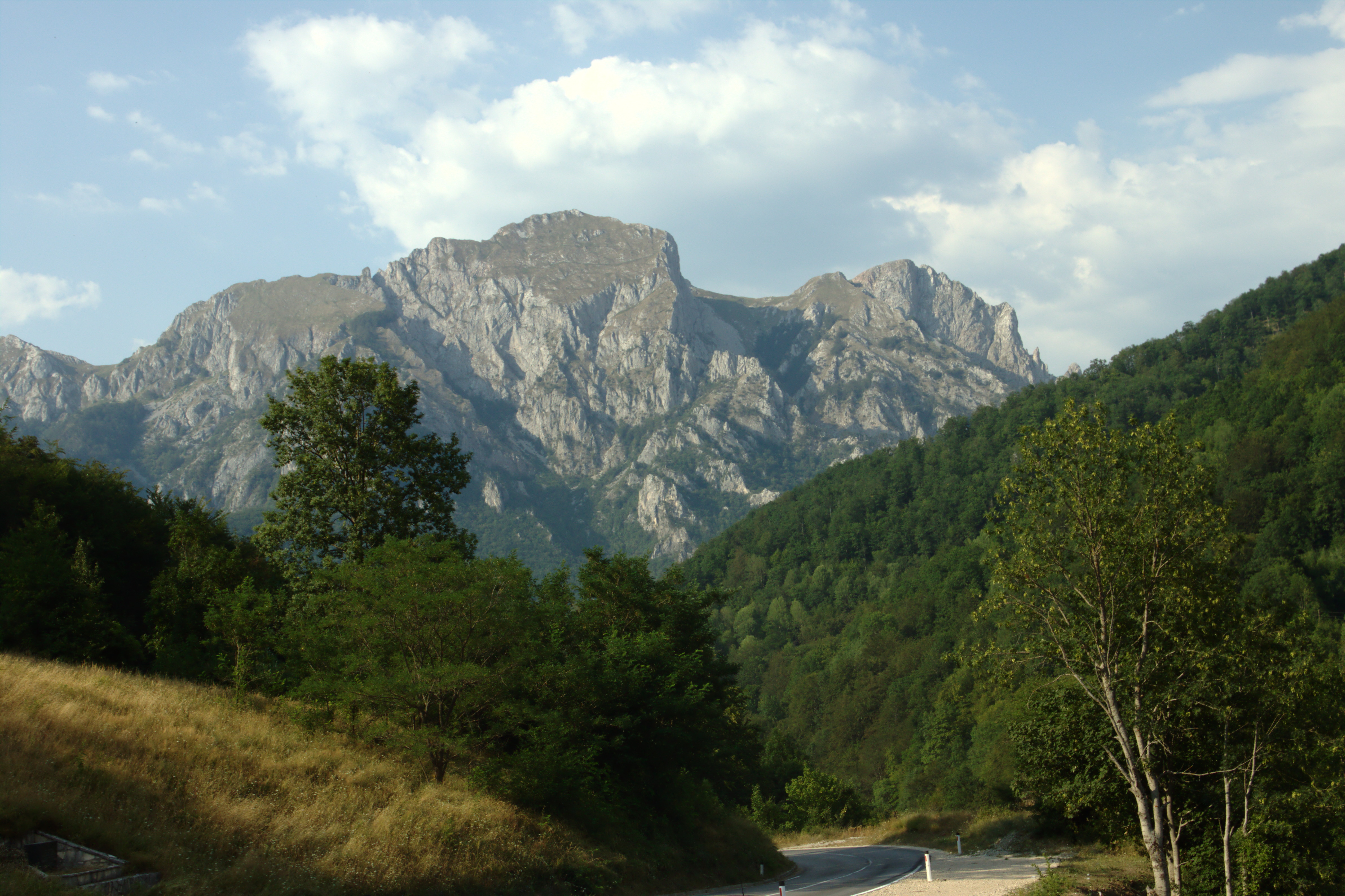
Volujak, jedno z nejvyšších pohoří v Bosně.

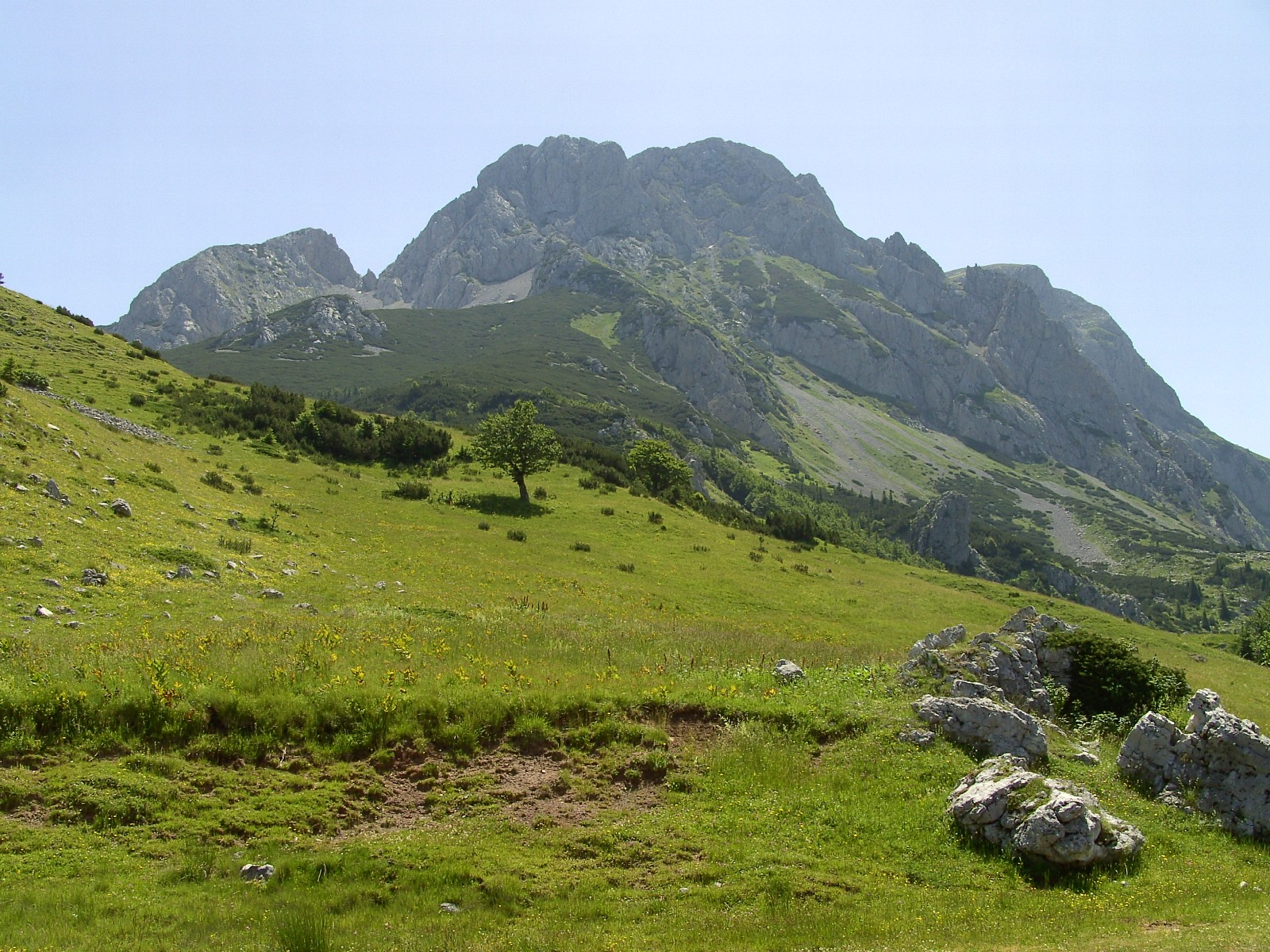
Maglić, nejvyšší hora země.

Různá pohoří, horské hřebeny a horské masivy zaujímají až 80 % území státu. Pohoří Bosny jsou bohatá na různé druhy rud a dalších ekonomicky využitelných materiálů. Mezi ně patří např. bauxit, měď, olovo, zinek, chrom, kobalt, mangan, lignit, černé uhlí, železná ruda, sůl kamenná. Těží se zde např. ale také sádrovec a různé druhy kamene, např. mramor. V oblasti města Tuzla se historicky těžila kamenná sůl; sám název města znamená v tureckém jazyce právě ji. V době existence SFRJ představovala Bosna a Hercegovina surovinou základnu celé federace.
Ve směru severozápad-jihovýchod se přes území Bosny a Hercegoviny táhnou tzv. Dinárské hory. Území státu zasahuje jejich střední a jihovýchodní část. Nejvyšších výšek dosahují jednotlivá pohoří Dinárských hor v západní, centrální a východní části země. Rovinatá krajina Posáví na severu Bosny a Hercegoviny zahrnuje je několik menších hor, jako např. Kozaru, Motajici nebo Majevici. Směrem na jih se postupně zvedá a ve vzdálenosti 80-160 km od hranice s Chorvatskem přechází jižně od linie Zvornik–Zavidovići–Sanski Most–Bihać do horských poloh. Krajina poté klesá jižně od prostoru, který vymezují města Grude–Mostar–Bileća. Nejvyšší vrcholky hor se nacházejí ve východní části rozhraní regionů Bosny a Hercegoviny, kde se také nachází i hlavní rozvodí mezi řekami, které tečou do Jaderského moře (na jih) a do moře černého (řeky Sávy a Dunaje).
Jednotlivá pohoří/horské masivy mají vrcholky s nadmořskou výškou přesahující 2000 m. Mezi nejvyšší patří: Maglić (Bosanski Maglić), 2386 m n. m., který je zároveň i nejvyšší horou země. Dále potom Volujak, 2336 m n. m., Čvrsnica (2222 m n. m.), Vranica, (2110 m n. m.), Prenj (2103 m n. m.), Treskavica (2086 m n. m.), Bjelašnica (2066 m n. m.), Lelija (2066 m n. m.), Zelengora (2014 m n. m.) a Cincar (2005 m n. m.). V Bosně a Hercegovině se nachází také několik náhorních plošin, např. glasinačská, klekovačská a dubrovnická. Hory jsou tvořené z řady různých hornin, dominující je ale vápenec. Bosna a Hercegovina a její pohoří jsou bohaté na krasové útvary, které jsou nápadné především v jižní části země.
Některé hory slouží i pro turistické účely. Jižně od Sarajeva se v pohoří Bjelašnica a Jahorina nachází areály pro zimní sporty, které byly využívány také i během olympijských her v roce 1984.

### Údolí

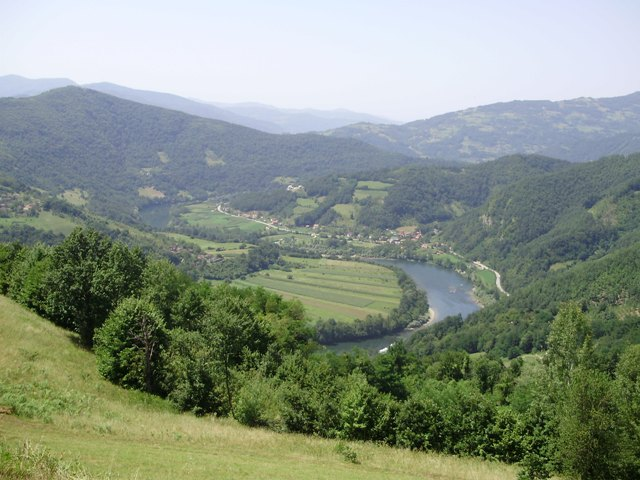
Údolí řeky Driny.

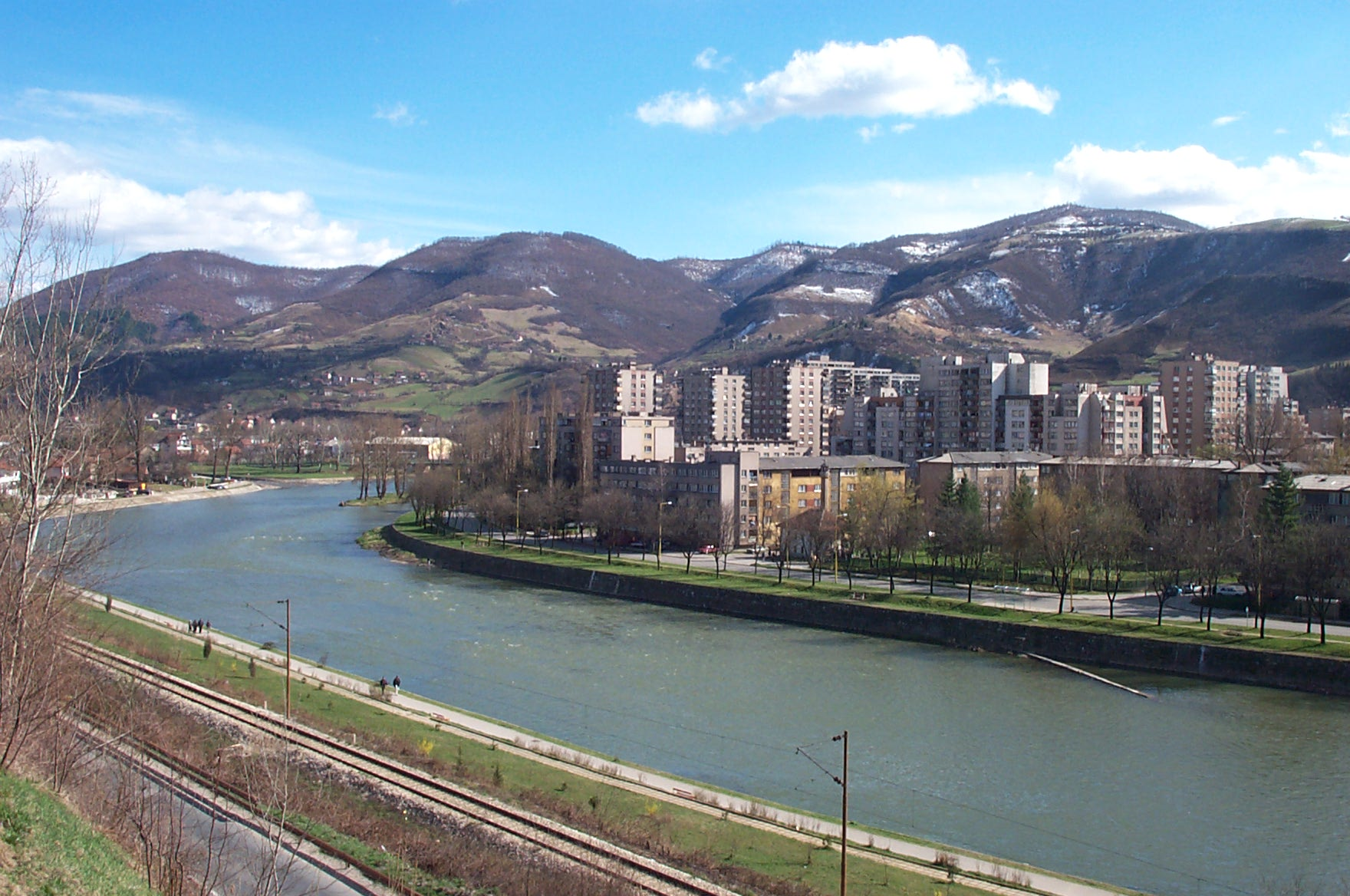
Řeka Bosna v Zenici.

Většina obyvatelstva Bosny a Hercegoviny žije v obcích, které se nacházejí v údolích větších řek (např. Bosny a Vrbasu) a v severní části země, kde se nachází rovina okolo řeky Sávy (tzv. Bosenská krajina) a které přechází postupně do Panonské nížiny.
Údolí řeky Bosny je z hlediska ekonomiky státu nejvýznamnější tepnou. Žije zde okolo 1,3 milionu lidí[zdroj?], vedou tudy hlavní dopravní tahy, které spojují metropoli země (Sarajevo) se zbytkem Evropy. Nachází se zde řada průmyslových měst (Zenica, Visoko, Doboj a dalších) a vede tudy hlavní páteřní železniční trať.
Mezi další ekonomicky i dopravně významná údolí patří např. i údolí řeky Driny, či řeky Vrbasu (na severu země) a údolí řeky Neretvy, které tvoří osu regionu Hercegoviny.

### Nížiny
Mezi hlavní nížiny na území Bosny a Hercegoviny patří region Posáví, který je hustě osídlen a kde je provozováno intenzivní zemědělství. Druhou významnou nížinou je poté oblast delty řeky Neretvy.
Mezi rovné a rozsáhlé plochy lze započítat i krasová pole (např. Livanjsko polje, Glamočko polje nebo Duvanjsko polje), která jsou rovněž využívána k zemědělství. Nacházejí se v nadmořské výšce okolo 150 m n. m. Obdělávaná půda nicméně tvoří pouze 19 % území rozlohy Bosny a Hercegoviny.[zdroj?]

## Ochrana přírody
V Bosně a Hercegovině se nachází celkem čtyři národní parky:
- Národní park Sutjeska
- Národní park Kozara
- Národní park Una
- Národní park Drina

Kromě toho má Bosna ještě i další tři přírodní parky:
- Přírodní park Bardača
- Přírodní park Blidinje
- Přírodní park Hutovo blato

Na území Bosny a Hercegoviny se dále nachází dva pralesy (Janj a Lom), které jsou chráněny jako tzv. přísná přirodní rezervace, šestnáct přírodních památek a dva lesní parky.

## Pobřeží
Bosna a Hercegovina je známá kvůli velmi krátkému pobřeží. Přestože se části regionu Hercegoviny nacházejí velmi blízko pobřeží Jaderského moře, má země k dispozici pouze 21 km mořského pobřeží. Přetíná tím území sousedního Chorvatska na dvě části. Úzký koridor bosenského území k pobřeží je výsledkem historických změn hranic mezi Dubrovnickou republikou, Osmanskou říší a Benátskou republikou.
Země má jediné město, které se nachází na pobřeží, a to Neum. Nenachází se zde ale větší přístav (pro potřeby ekonomiky země je využíván chorvatský přístav Metković. Kromě toho je součástí bosenského pobřeží i poloostrov Klek, jehož nejsevernější část je předmětem územního sporu mezi Bosnou a Hercegovinou a Chorvatskem. Bosenské území zasahuje také do Malostonského zálivu.
Voda v moři v Neumu je ovlivněna přísunem sladké vody z řeky Neretvy, která nedaleko od Neumu ústí do moře. Průměrná teplota mořské vody v neumském zálivu se pohybuje okolo 9,6 °C a v červenci okolo 19,9 °C. Salinita mořské vody se pohybuje v rozmezí 29 až 35 promile. Pobřeží je vhodné k turistice.

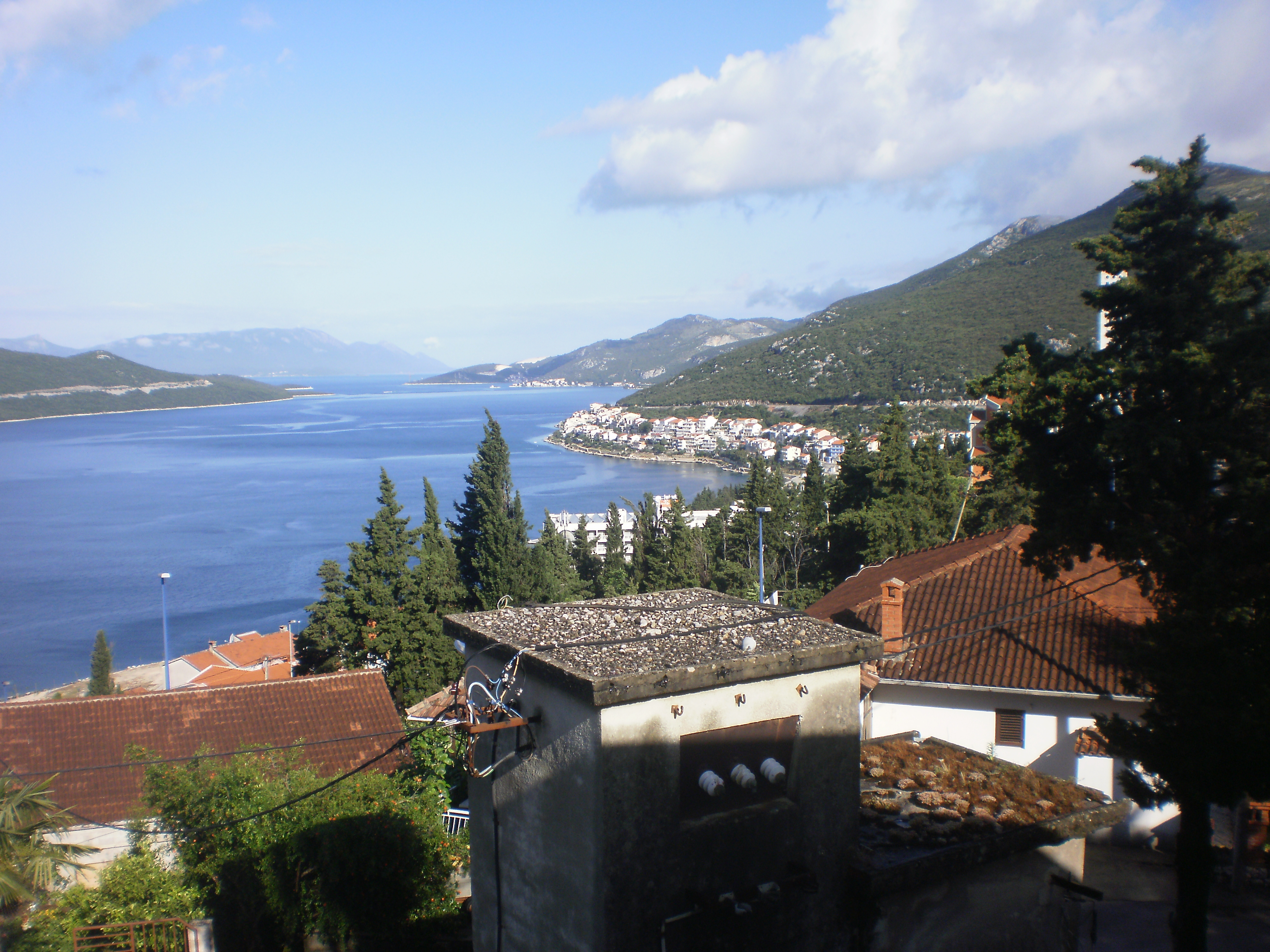
Pobřeží Jaderského moře v Neumu
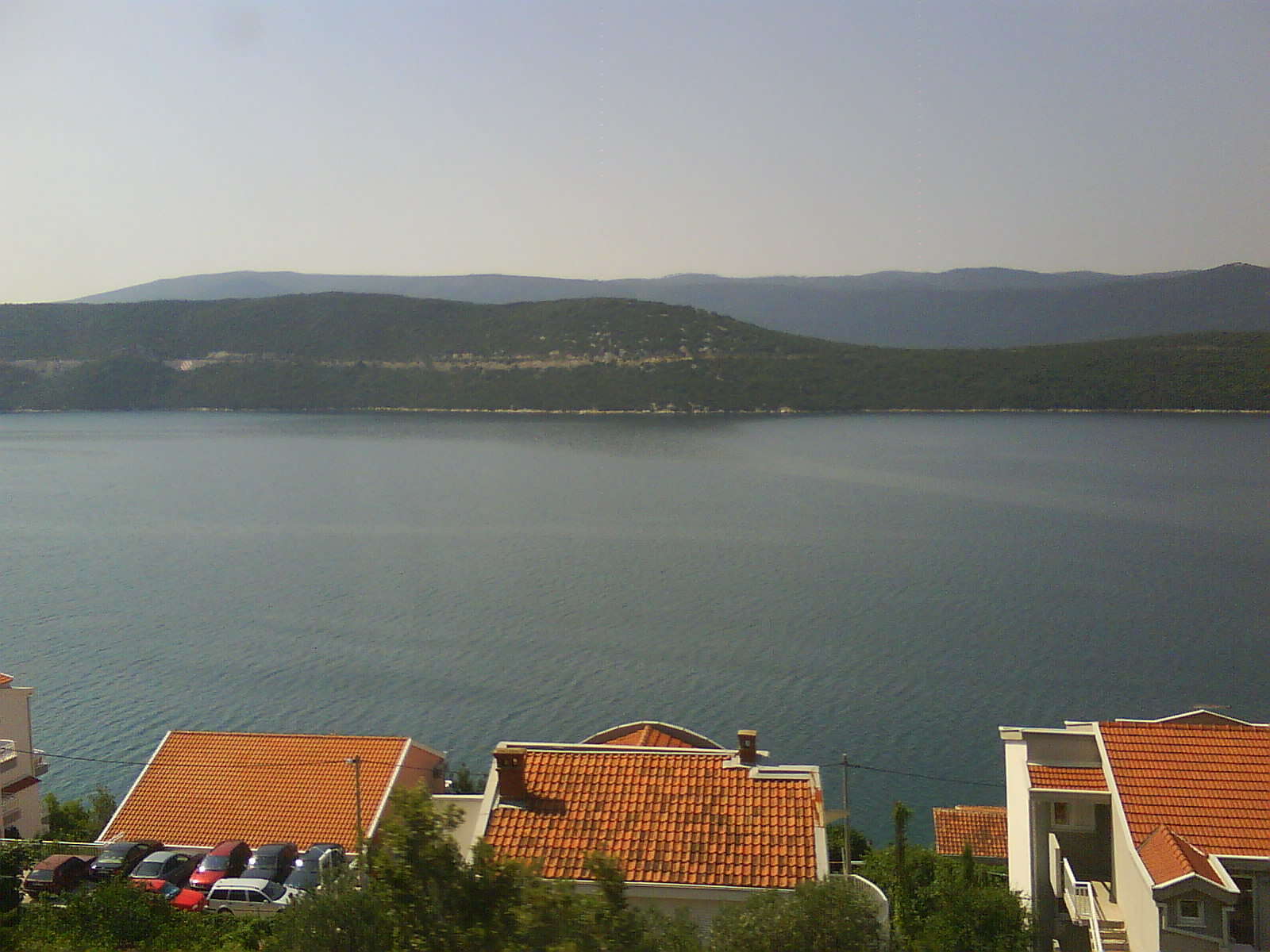
Poloostrov Klek.
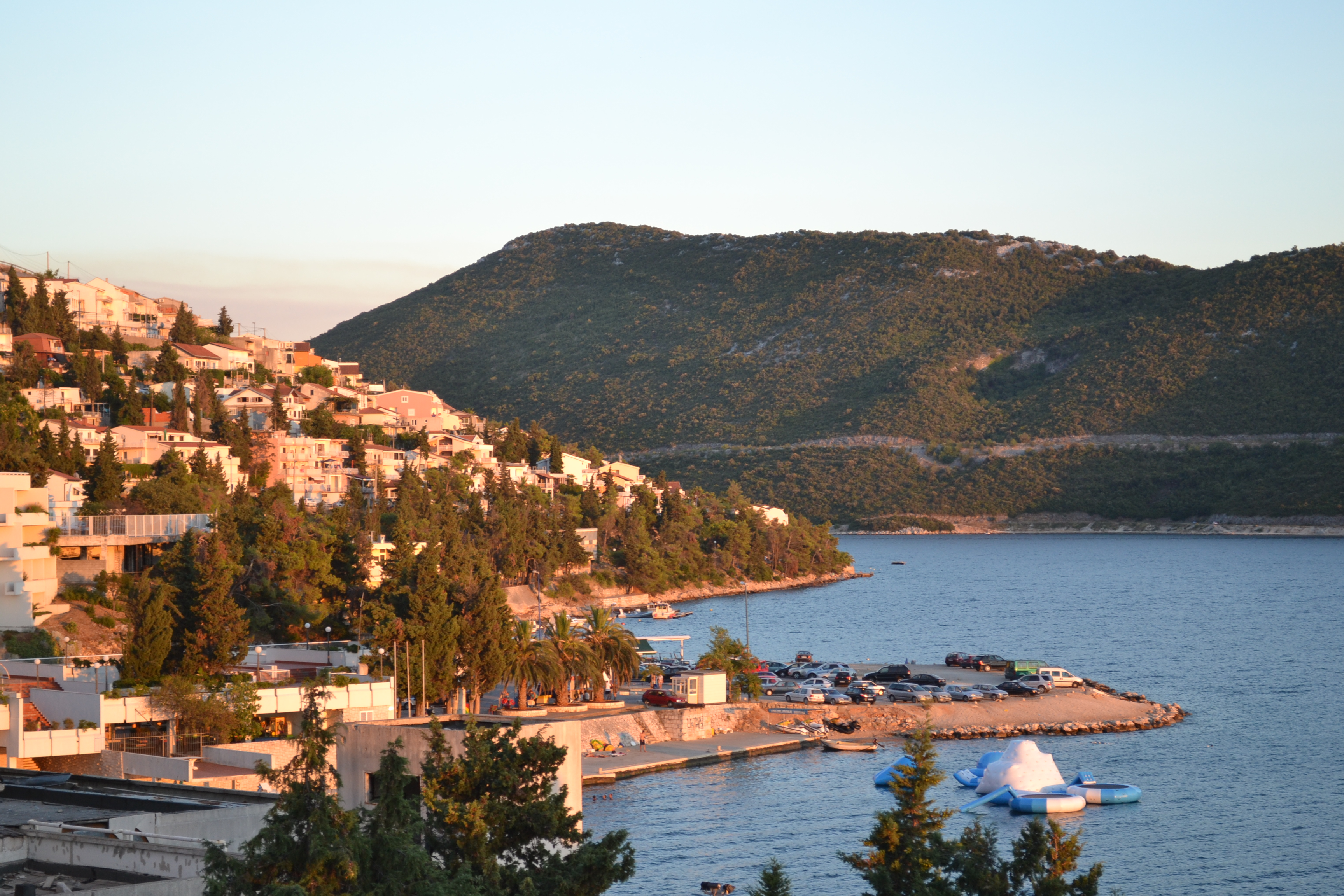
Neumský záliv
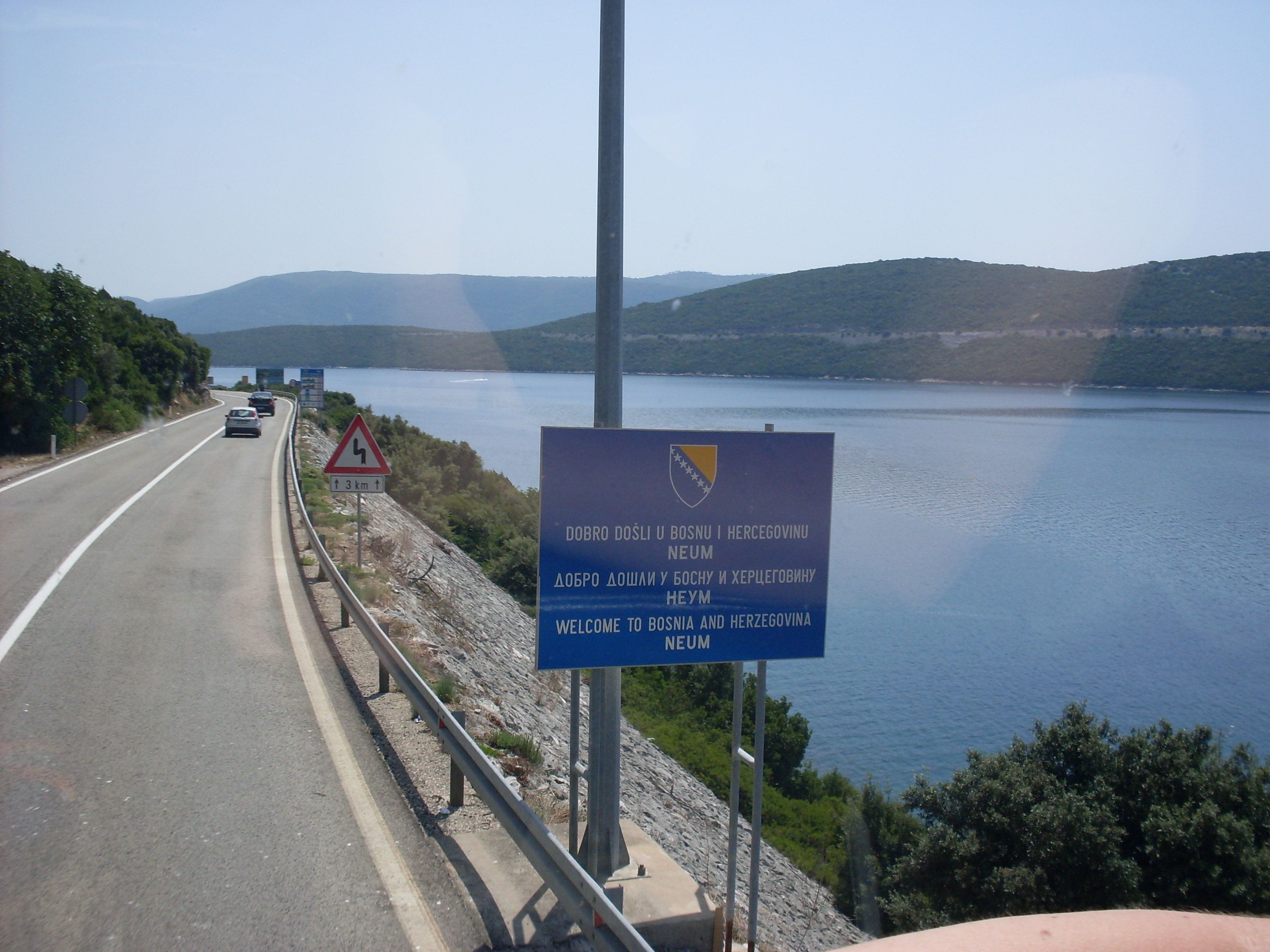
Hranice Bosny a Hercegoviny v Neumu

## Vodstvo

### Řeky

Povodí jednotlivých řek na území Bosny a Hercegoviny a Chorvatska.

Řeky odtékají z území Bosny a Hercegoviny do Jaderského moře (na jih), nebo do Černého moře (na sever). Většina území státu patří úmoří Černého moře (35 700 km2 vs. 12 410 km2). Do moře Jaderského odtékají řeky většinou ze sušších oblastí Hercegoviny a krasových oblastí. V jižní části země se proto nachází rozsáhlé sítě ponorných řek. Mezi významnější řeky v Bosně a Hercegovině patří Drina (346 km), Sáva (945 km), Neretva (218 km), Trebišnjica (96 km), Una (271 km), Sana (140 km), Vrbas (240 km), Usora (77 km), Vrbanja (70 km), Prača (57 km), Spreča (112 km), Ukrina (53 km), Krivaja (65 km) a Janja (53 km).
Většina povodí jednotlivých řek se nachází na území Bosny a Hercegoviny celých. Výjimkou jsou řeky Una, která se nachází na samém západu Bosny (a část jejich zdrojnic přichází z území sousedního Chorvatska) a Driny, která tvoří přirozenou východní hranici republiky se Srbskem. Největšími povodími jsou povodí řeky Bosny (10 480 km2), Vrbasu (5 570 km2) a Neretvy (9 800 km2). Řeka Sáva tvoří přirozenou severní hranici Bosny a Hercegoviny v délce 317,4 km.
Řeky, které tečou na sever do Sávy a Dunaje mají celou řadu přítoků, které postupně nabírají při svém toku ve většinou hornaté části Bosny. Mezi největší přítoky Sávy z bosenské strany patří Drina, Bosna, Vrbas, Ukrina a Una.
Značný počet řek byl v 20. století změněn nemalým počtem přehrad. V současné době země vyrábí 35 % své elektrické energie pomocí vodních zdrojů.

### Vodopády
Vzhledem k hornatým poměrům se lze na území Bosny a Hercegoviny setkat také s nemalým počtem vodopádů. Mezi ně patří např. Štrbački buk s výškou 23,5 m, Martin Brod, vodopád řeky Plivy ve městě Jajce, vodopády Kravice a Koćuša na řece Trebižat. Na malých řekých se nacházejí i mnohem vyšší vodopády, jako např. Skakavac (98 m vysoký) u Sarajeva. 400 m dlouhá kaskáda vodopádů v pralese Perućica na řece Rakitnica patří mezi nejhůře přístupné v Evropě.

### Léčivé prameny
Na území Bosny a Hercegoviny se nacházejí různé minerální a léčivé prameny. Zřídla v blízkosti metropole Sarajeva byla známa a využívána již v dobách existence Římské říše.

### Jezera

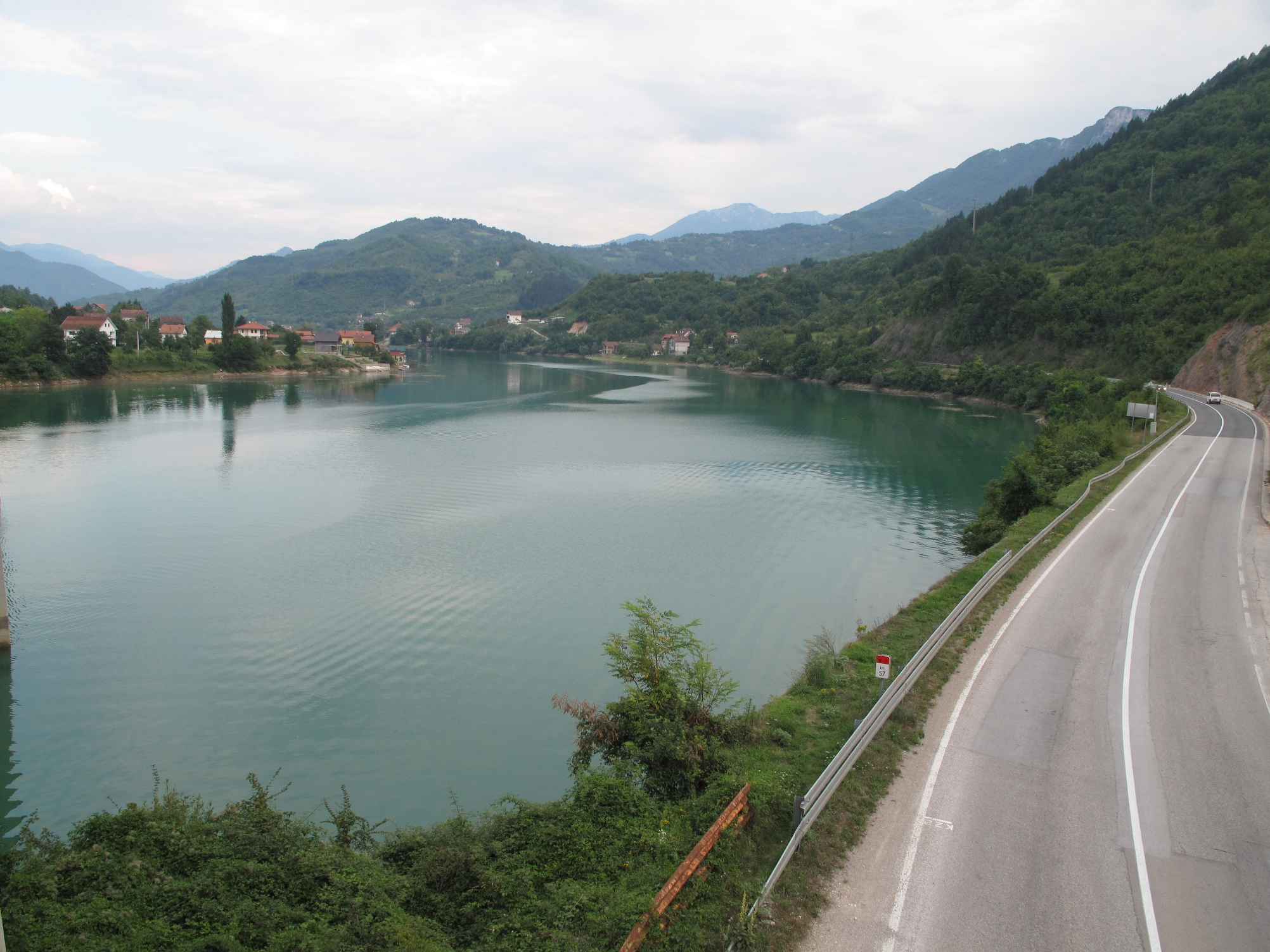
Jablanické jezero.

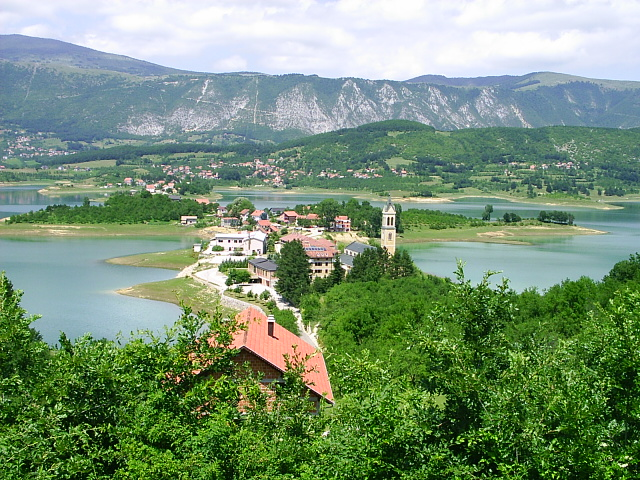
Ramské jezero s katolickým klášterem v jeho středu.

Na území Bosny a Hercegoviny se nachází značný počet přirozených a umělých jezer.
Uměle vytvořená jezera se nacházejí v krasových polích a horských údolích, kde byly jednotlivé řeky přehrazeny pro potřebu výroby energie a zavlažování. Přirozená jezera jsou buď vysokohorská, nebo nížinná. Celková plocha všech přirozených jezer na území republiky činí 65 km2 Vznikla na základě celé řady různých přírodně-geografických procesů.
Níže položená přírodní jezera se nacházejí především v krasových oblastech regionu Hercegoviny. Mezi níže položená jezera spadají např. Plivská jezera východně od města Jajce, kterými protéká řeka Pliva. Největší z nich má délku 3,3 km a je kilometr široké. Jeho maximální hloubka činí 36 metrů. Mezi další zajímavá jezera, která se nacházejí v níže položených částech země, potom patří Buško a Hutovo blato. Tato jezera vznikla na místě původních močálů poté, co byla zvýšena hladina okolních řek. Hutovo blato dnes představuje unikátní ptačí rezervaci.
Vysokohorských jezer je na území Bosny a Hercegoviny okolo třiceti, v pohoří Zelengora se nachází celkem osm z nich (Koloničské, Štirinské, Orlovačské, Kladopoljské). V nejzápadnější části Dinárských hor, které procházejí bosenským územím, se nachází Šatorské jezero v pohoří Šator. Mezi další známější horská jezera potom patří Prokošské jezero v pohoří Vranica, Velké a Černé jezero v pohoří Treskavica, Blidinje mezi Vran planinou a Čvrsnicí, a nakonec i Uložské jezero v podhůří Crvnje.
Umělé přehradní nádrže se nacházejí na celé řadě řek. Patří mezi ně např. Bilećské jezero na třece Trebišnjica v jižní části země, Bočacké jezero u Banja Luky, Jablanické jezero na středním toku řeky Neretvy, Modračské jezero u Tuzly, Ramské jezero na západě země a Zvornické jezero na řece Drině u Zvorniku.

### Podnebí
Země se člení dle klimatických charakteristik na tři části: Panonská nížina, Horské a polohorské oblasti a Jaderské moře (jižní část země, Hercegovina).
Panonská nížina leží na severu země a převládá v ní kontinentální klima. Zimy jsou mírné s průměrnou teplotou v nejchladnějším měsíci lednu od -0,2 do -0,9 °C. Naopak léta bývají dlouhá a teplá s průměrnou teplotou v nejteplejším měsíci červenci od 21 do 23 °C. Roční úhrn srážek se pohybuje od 1 050 mm na západě území do 750 mm na východě území.
Horské a polohorské oblasti (známé v bosenštině jako planine) zabírají většinu plochy Bosny a Hercegoviny. Jsou charakteristické krátkým teplým létem a dlouhou chladnou zimou. Průměrná celoroční teplota zde činí 5 až 7 °C. Nejchladnější teplota v lednu a pohybuje se od 2,5 do -3 °C. Minimální teploty mohou klesnout až na -35 °C. Roční úhrn srážek se pohybuje kolem 1 200 mm.
Klimatická oblast Jaderského moře zabírá jen velmi malou plochu na území kolem města Neum na jihu země. Je charakteristická dlouhými teplými léty a mírnou zimou. Průměrná celoroční teplota vzduchu se pohybuje od 14 do 14,7 °C. V oblasti jsou poměrně velké roční srážkové úhrny, které dosahují od 1 500 do 2 000 mm. Srážky jsou nejčastější v období zimy a jara, zatímco léta bývají poměrně suchá. Horské hřebeny omezují přísun srážek oběma směry (od Jaderského moře do vnitrozemí a obráceně) a zabraňují také proudění teplého vzduchu od moře. Díky tomu jsou tak možné značné teplotní rozdíly v jednotlivých částech země.

## Fauna a flóra
Rozsáhlé lesy, které pokrývají především vyšší polohy státu, jsou dubové a bukové (v nadmořské výšce do 600 m n. m.) Výše se nacházejí smíšené lesy, kde listnaté stromy doplňují borovice a smrky. V nejvyšších polohách se nacházejí horské louky, které jsou mnohdy přerušováné kamennými moři a skalami. Některé druhy stromů, např. kaštany nebo topoly, se vyskytují ve všech vegetačních pásmech.
V Hercegovině se vyskytují jiné rostliny; horské svahy tam pokrývají ve velkém množství makchie. Vegetace je středomořská a v některých oblastech má polopouštní charakter. V Bosně a Hercegovině se vyskytuje celkem 3,5 tisíc druhů rostlin, z nichž je 678 ohrožených druhů a cca 500 druhů rostlin se jinde než v Bosně a Hercegovině nevyskytuje.
V lesích Bosny a Hercegoviny žije řada druhů zvířat, např. srna, jelen, prase divoké, lišky, veverky apod. Ve vyšších a odlehlejších polohách žijí vlci a medvědi. V nejvyšších polohách lze spatřit kamzíky.
V krasových oblastech žijí také ještěrky a štíři, někteří z nich jsou jedovatí.